# (29768) 1999 CZ27
A (29768) 1999 CZ27 a Naprendszer kisbolygóövében található aszteroida. A LINEAR projekt keretében fedezték fel 1999. február 10-én.